# Druckluftverfahren
Das Druckluftverfahren ist ein Verfahren, das im Tunnelbau bei Arbeiten im Grundwasser als Maßnahme zur Wasserhaltung und bei zeitlich befristeten Reparaturarbeiten an der Ortsbrust im Schildvortrieb angewendet wird. Das Verfahren wurde erstmals im 19. Jahrhundert eingesetzt.

## Grundlagen
Beim Tunnelbau kommt es in der Regel vor, dass man bei der Auffahrung des Tunnels auf Bergwasser trifft. Um den Arbeitsbereich frei von eindringendem Wasser zu halten, gibt es die Möglichkeit, Druckluft in den Arbeitsbereich zu drücken, um so das Wasser wieder zurückzudrängen. Der Überdruck der Druckluft muss dabei so hoch sein wie der hydrostatische Druck des anstehenden Wassers. Da der Luftdruck der Druckluft nicht unbegrenzt hoch gewählt werden kann, ist dieses Verfahren nicht für alle Vortriebsarbeiten geeignet. Begrenzt wird die Höhe des verwendbaren Luftdrucks durch die Belastbarkeit des menschlichen Organismus. Der derzeit ohne Sondergenehmigung zugelassene Druck, in dem Menschen noch beschäftigt werden dürfen, liegt gemäß der Druckluftverordnung bei 3,6 bar. Mit Sondergenehmigung wurden bereits Vortriebe mit einem Überdruck von bis zu 4,5 bar erstellt. Angewendet wird das Verfahren hauptsächlich beim Tunnelbau im Lockergestein wie beispielsweise Sand-Schluff Bereichen.

## Geschichte
Bereits Anfang des 19. Jahrhunderts, bei einem Wassereinbruch beim Bau des Tunnels zur Unterquerung der Themse, wurden von dem Wissenschaftler Calladron der Vorschlag gemacht, Druckluft zur Wasserhaltung im Tunnel einzusetzen, was jedoch abgelehnt wurde. Erst im Jahr 1879 wurde das Druckluftverfahren zum ersten Mal beim Tunnelbau in Antwerpen eingesetzt. Im Jahr 1886 wurde das Verfahren in London bei einem Tunnelvortrieb in Kombination mit einem Schildvortrieb von dem Ingenieur Greathead eingesetzt. Zwischen 1892 und 1897 wurde mit dem Druckluftverfahren der Blackwall-Tunnel, der damals längste Tunnel der Welt aufgefahren. Zwischen 1907 und 1911 wurde mit diesem Verfahren der Sankt Pauli-Elbtunnel als erster Unterwassertunnel auf dem europäischen Kontinent aufgefahren. Druckluftschildvortrieb wurde auch bei Tunnel im Ballungsraum New York City genutzt, wo Verkehrswege unter dem Hudson River und dem East River hindurchgeführt wurden, um Manhattan mit dem Umland zu verbinden. Zwischen 1903 und 1933 entstanden 13 zwei- drei- und vierröhrige Unterwassertunnel, die heute noch genutzt werden.
Heute wird das Verfahren in der Regel nur noch bei relativ kurzen Tunnelbauten oder bei zeitlich befristeten Reparaturmaßnahmen beim Schildvortrieb eingesetzt.

## Das Verfahren

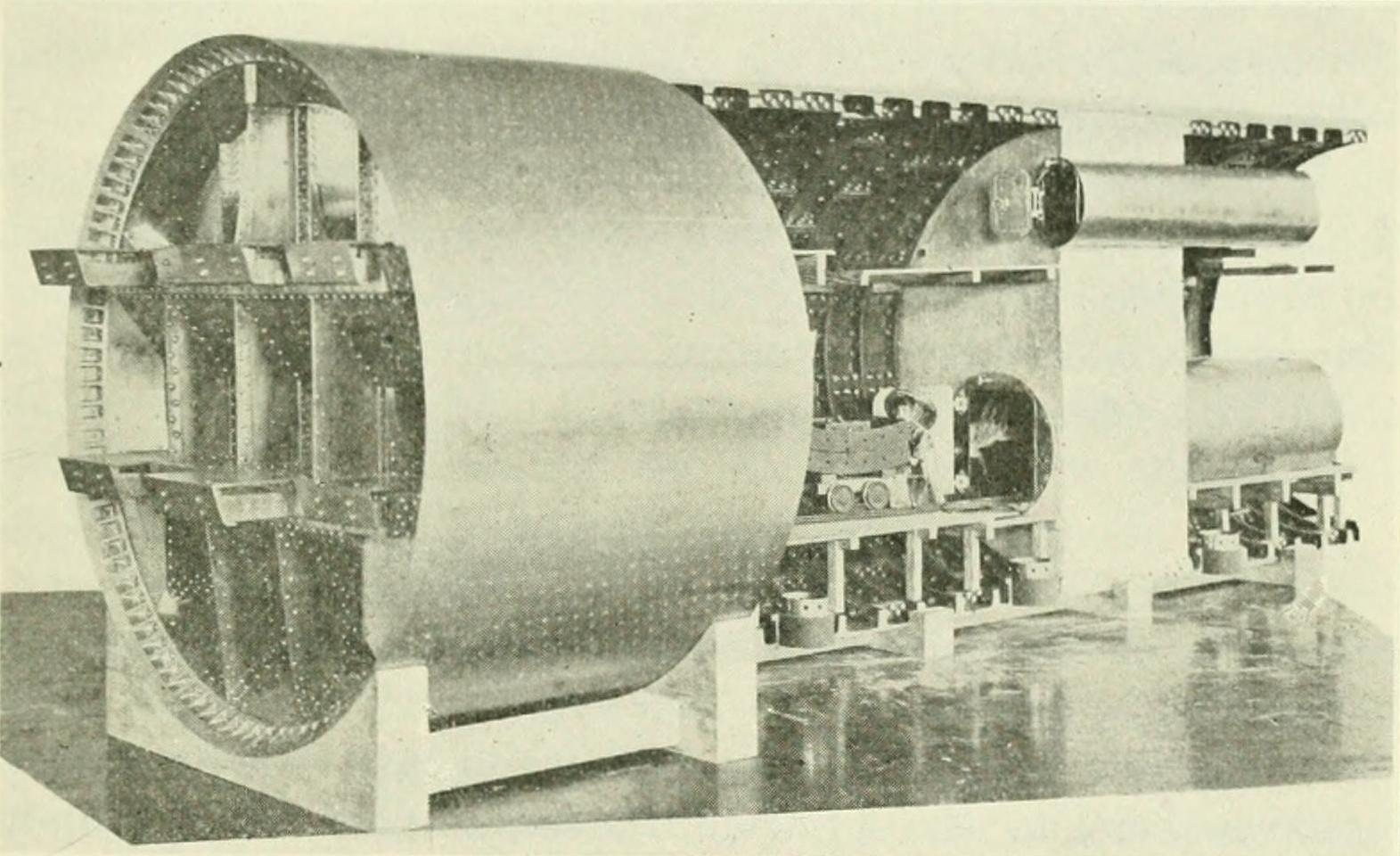
Schnittmodell eines Druckluftschildes von der Brustseite aus gesehen. Rechts die druckdichte Materialschleuse. (ca. 1910)

Das Verfahren kann beim Schildvortrieb, beim Rohrvortrieb, bei der Spritzbetonbauweise und bei der Deckelbauweise angewendet werden. Eine wichtige Voraussetzung für die Anwendung des Verfahrens ist, dass der Arbeitsbereich im Tunnel luftdicht gegenüber dem restlichen Tunnelbereich abgeschottet ist, sodass keine Druckluft entweichen kann. Um Druckluftverluste zu vermeiden, muss zudem die Deckschicht möglichst luftundurchlässig sein, da ansonsten zusätzliche Maßnahmen wie künstliche Bodenverdichtungen angewendet werden müssen. Der Arbeitsbereich wird mittels eines Druckschottes vom restlichen Tunnelbereich getrennt. In dieses Druckschott werden Personen- und Materialschleusen integriert, die der Druckluftverordnung entsprechen müssen, sodass der Zugang sowie die Ver- und Entsorgung des Arbeitsbereiches ohne größere Druckluftverluste möglich ist. Der Arbeitsbereich wird mit Druckluft beaufschlagt, hierfür ist ein Kompressor erforderlich. Der Luftbedarf muss im Vorfeld ermittelt werden, um die erforderlichen technischen Anlagen entsprechend zu dimensionieren. Die Druckluft wird über das Druckschott in den Arbeitsbereich eingeblasen. Die Größe des unter Druck stehenden Arbeitsraumes ist je nach Arbeitsverfahren unterschiedlich groß und kann z. B. beim Schildvortrieb auf einen kleinen Bereich vor der Vortriebsmaschine beschränkt werden. Der Luftdruck im Druckbereich wird ständig mittels Sensoren überwacht und bei Bedarf auf den Sollwert angeglichen.

## Arbeitssicherheit und Gefahren
Das Arbeiten unter Druckluft ist mit besonderen Gefahren verbunden. Das liegt daran, dass es sich bei Druckluft um ein relativ gefährliches Medium handelt. Zunächst einmal belasten die Arbeiten den Organismus in dem unter Druckluft stehenden Bereich stärker als Arbeiten unter gewöhnlicher Atmosphäre. Aus diesem Grund müssen Personen, bevor sie den Druckluftbereich betreten, mittels einer Druckschleuse schrittweise an den Druck gewöhnt werden und nach dem Verlassen wieder in einer Dekompressionskammer an den normalen Luftdruck gewöhnt werden. Zudem müssen alle Personen, bevor sie in Druckbereichen arbeiten dürfen, einem medizinischen Test unterzogen werden mit dem ihre Drucklufttauglichkeit von einem Arbeitsmediziner untersucht wird. Durch den erhöhten Sauerstoffgehalt in der Druckluft kann das Entstehen eines Brandes begünstigt werden. Zudem wird durch den erhöhten Sauerstoffgehalt die Ausbreitung des Brandes beschleunigt. Des Weiteren darf auch in dem Druckluftbereich keine explosionsfähige Atmosphäre entstehen. Hier gelten die Explosionsschutz-Regeln. Zur Sicherheit darf in der Schleuse kein leicht entflammbares Material ungeschützt herumliegen und im Druckbereich muss möglichst auf solche Stoffe verzichtet werden. Der Einsatz von Gefahrstoffen in den Druckluftbereichen muss besonders überwacht werden, sie müssen möglichst nah an der Einsatzstelle erfasst werden. Ansonsten gelten die Regularien der Technischen Regeln für Gefahrstoffe (TRGS 900). Bei Schweiß- und Brennarbeiten ist besondere Sorgfalt walten zu lassen.